# Gaig blau d'Etiòpia
El gaig blau d'Etiòpia (Coracias abyssinicus) és una espècie d'ocell de la família dels coràcids (Coraciidae) que habita boscos, sabanes, terres de conreu i ciutats de l'Àfrica Subsahariana, des del sud de Mauritània, Senegal, Guinea i Libèria, cap a l'est fins a Eritrea, Etiòpia i nord de Kenya; habita també al sud-oest de la Península Aràbiga.